# Koninkrijk Dalmatië
Het Koninkrijk Dalmatië was van 1815 tot 1867 een kroonland binnen het Keizerrijk Oostenrijk en van 1867 tot 1918 binnen Oostenrijk-Hongarije. Het maakte, anders dan Kroatië en Slavonië, geen deel uit van Transleithanië (Hongarije), maar van Cisleithanië (Oostenrijk). Het omvatte de regio Dalmatië plus het voormalige Venetiaans Albanië.
De hoofdstad was Zadar, dat in het Italiaans Zara genoemd werd.
Het gebied werd bestuurd door een stadhouder (gouverneur) en had een eigen regering. Verder had het kroonland beperkte autonomie. Dalmatië was een van de armste kroonlanden en was tevens een Oostenrijkse exclave binnen Transleithanië. De ambtelijke taal die de Oostenrijkers hanteerden, was het Italiaans, zoals de Venetianen eeuwenlang doorgaans er hanteerden. Dat de Kroaten binnen het koninkrijk Dalmatië ambtelijk afgesloten waren van (het Hongaarse) Kroatië gaf politieke spanningen. Pas tegen het einde van de 19e eeuw lieten de Oostenrijkers in beperkte mate het Kroatisch toe als officiële taal in het Dalmatisch parlement. De vier kiesdistricten in het Dalmatisch parlement waren, van noord naar zuid: Zara, Spalato, Ragusa of Dubrovnik, en Cattaro.
Na de nederlaag van Oostenrijk-Hongarije in de Eerste Wereldoorlog werd Dalmatië toebedeeld aan de nieuwe ontstane Staat van Slovenen, Kroaten en Serven, het latere Koninkrijk der Serviërs, Kroaten en Slovenen. Na het uiteenvallen van Joegoslavië behoort het gebied van het koninkrijk Dalmatië zowel tot Kroatië als Montenegro. Dit laatste gebied betreft dan de baai van Kotor.

## Bevolking (1910)
- Kroaten en Serven: 565.000
- Italianen: 15.000
- Duitsers: 2.300

De bevolkingsdichtheid was 50,3 inwoners per km².

## Godsdienst (1910)
- Rooms-katholiek: 365.000
- Oosters-orthodox: 100.000

1867–1918

In de Rijksraad vertegenwoordigde koninkrijken en landen (Cisleithanië):
hertogdom Boekovina · koninkrijk Bohemen · koninkrijk Dalmatië · koninkrijk Galicië en Lodomerië · hertogdom Karinthië · hertogdom Krain · Küstenland (vorstelijk graafschap Görz en Gradisca, markgraafschap Istrië, vrije rijksstad Triëst) · markgraafschap Moravië · Neder-Oostenrijk · Opper-Oostenrijk · hertogdom Salzburg · Tsjechisch-Silezië · hertogdom Stiermarken · vorstelijk graafschap Tirol en land Vorarlberg

De landen van de Heilige Hongaarse Stefanskroon (Transleithanië):
Fiume met gebied · koninkrijk Hongarije · koninkrijk Kroatië en Slavonië . Militaire Grens (1867-1882)

Gemeenschappelijk bestuurd: condominium Bosnië en Herzegovina (1878-1918) . Novi Pazar met gebied (1878-1908) . Karpatische passengebied (1918) . bezette zone Tianjin (1901-1917)
Voor of in 1867 opgeheven

koninkrijk Illyrië (tot 1850) · vojvodschap Servië en Temesbanaat (tot 1860) · Koninkrijk Lombardije-Venetië (tot 1866) · grootvorstendom Zevenburgen (tot 1867)